# Live in a Dive
Live in a Dive es un álbum de Lagwagon grabado en directo desde un concierto de la banda en House Of Blues, Hollywood, California. Este disco, además, corresponde a la séptima entrega de las series de discos Live in a Dive, de Fat Wreck Chords. En otras ocasiones participaron en estas series bandas como Strung Out o Sick of It All.
Contiene dos temas inéditos de la banda cantados en directo, "Mister Bap" and "The Chemist".

## Listado de canciones
1. "Alien 8" – 3:08
2. "Violins" – 2:43
3. "Messengers" – 2:29
4. "Never Stops" – 3:41
5. "Sick" – 2:53
6. "Island Of Shame" – 2:30
7. "Give It Back" – 2:43
8. "Making Friends" – 2:54
9. "After You My Friend" – 2:26
10. "Razor Burn" – 2:45
11. "Falling Apart" – 3:04
12. "Sleep" – 3:07
13. "Mister Bap" – 0:40
14. "Beer Goggles" – 3:36
15. "The Chemist" – 3:02
16. "Coconut" – 1:57
17. "May 16th" – 3:03
18. "Bombs Away" – 3:43
19. "Back One Out" – 3:03
20. "Burn" – 3:33
21. "Coffee And Cigarettes" – 2:57
22. "Stokin' The Neighbors" – 3:16

## Créditos
- Joey Cape - Voz
- Chris Flippin - Guitarra
- Chris Rest - Guitarra
- Jesse Buglione - Bajo
- Dave Raun - Batería

- Datos: Q10513395